# Centrarchus
Centrarchus – rodzaj słodkowodnych ryb z rodziny bassowatych (Centrarchidae). 

## Klasyfikacja
Gatunki zaliczane do tego rodzaju:
- Centrarchus macropterus - okoń pawik[3], bass pawik[4]